# Mentsuyu
Mentsuyu (めんつゆ, ou 麺汁) est un condiment à base de dashi, de sauce de soja, de mirin et de sucre.
Le mentsuyu est souvent utilisé pour accompagner les sōmen, les soba, les udons et les hiyamugi.